# Unione Sportiva Catanzaro 1951-1952
Questa voce raccoglie le informazioni riguardanti l'Unione Sportiva Catanzaro nelle competizioni ufficiali della stagione 1951-1952.

## Rosa
| N. |                   | Ruolo | Calciatore           |
| -- | ----------------- | ----- | -------------------- |
|    | Italia (bandiera) | A     | Alessandro Codeluppi |
|    | Italia (bandiera) | C     | Roberto Croci        |
|    | Italia (bandiera) | A     | Giuseppe D'Avino     |
|    | Italia (bandiera) | C     | W. Gardelli          |
|    | Italia (bandiera) | A     | A. Geraci            |
|    | Italia (bandiera) | D     | L. Guerrini          |
|    | Italia (bandiera) | A     | L. Loschiavo         |
|    | Italia (bandiera) | P     | Antonio Macrì        |

| N. |                   | Ruolo | Calciatore     |
| -- | ----------------- | ----- | -------------- |
|    | Italia (bandiera) | A     | Eros Marini    |
|    | Italia (bandiera) | A     | M. Pallaoro    |
|    | Italia (bandiera) | D     | Adelmo Santi   |
|    | Italia (bandiera) | D     | Ottaviano Toso |
|    | Italia (bandiera) | C     | A. Visentin    |
|    | Italia (bandiera) | A     | R. Zacchi      |
|    | Italia (bandiera) | C     | Luigi Ziletti  |